# Gulfhaus Kuhlmannsweg 24
Das Gulfhaus Kuhlmannsweg 24 in Hude-Tweelbäke/Ost am Tweelbäker See wurde am Ende des 19. Jahrhunderts als Bauernhaus gebaut.
Das Gebäude steht unter Denkmalschutz (siehe auch Liste der Baudenkmale in Hude (Oldenburg)).

## Geschichte
Das verklinkerte giebelständige Gulfhaus bzw. Ostfriesenhaus mit Satteldach wurde 1889 in der Art einer Oldenburger Hundehütte gebaut, nachdem zuvor der Vorgängerbau abgebrannt ist. Der eineinhalbgeschossige fünfachsige vordere Wohnteil mit Drempel hat einen dreigeschossigen Giebel. Links der Eingang und dahinter der halb versetzte eingeschossige Wirtschaftsteil in gleicher Firstrichtung mit der linksseitigen korbbogigen Toreinfahrt als Scheunentor (platt: Schküürdör) sowie innen die Dreschdiele (platt: Döschdeel); rückwärtig rechts ein Tor, links ein neuerer Stallanbau.
Das Niedersächsische Landesamt für Denkmalpflege befand: „...  Landesgeschichtliche Bedeutung ... als beispielhaftes Gulfhaus ... eins der ältesten des Landkreises Oldenburg ...“

Gulfhäuser wurden ab dem 16. Jahrhundert in Norddeutschland zumeist als Holzgerüstbauten in Ständerbauweise errichtet, zunächst in den Marschen und anschließend in den friesischen Geestgebieten. Das typische Gulfhaus besteht – wie hier – aus einem Vorderhaus (plattdeutsch: Vörderenn) als Wohntrakt und dem angrenzenden Stall-/Scheunentrakt (platt: Achterenn) mit dem abseitigen Kuhstall und dem Kohhgang.
In der Nähe steht das denkmalgeschützte Wohn- und Wirtschaftsgebäude Kuhlmannsweg 20 von 1887.